# Rhammatophyllum flexuosum
Rhammatophyllum flexuosum är en korsblommig växtart som först beskrevs av Karl Heinz Rechinger, och fick sitt nu gällande namn av Al-shehbaz och Oliver Appel. Rhammatophyllum flexuosum ingår i släktet Rhammatophyllum och familjen korsblommiga växter. Inga underarter finns listade i Catalogue of Life.